# Sonerila anaimudica
Sonerila anaimudica är en tvåhjärtbladig växtart som beskrevs av Lundin och Rune Bertil Nordenstam. Sonerila anaimudica ingår i släktet Sonerila och familjen Melastomataceae. Inga underarter finns listade i Catalogue of Life.